# 薛甲
薛甲（1498年—1572年），字應登，號畏齋，直隸江陰西莊村（今江蘇）人，祖籍直隸鳳陽（今安徽），明朝政治人物，進士出身。

## 生平
薛章憲之子。嘉靖元年（1522年）中壬午科應天府鄉試第二十八名。嘉靖八年（1529年）己丑科会试第一百二十一名，二甲五十三名進士。授兵科給事中。彈劾方士邵元節，貶為湖廣布政使司照磨。十一年（1532年）量移浙江寧波府通判，十四年升保定府同知，十五年升四川按察司僉事、整饬叙泸兵备，十九年升江西南赣兵備副使。在赣五年，因忤逆首輔嚴嵩，被罷黜致仕歸里。隆慶六年卒，享年七十五。

## 著作
著有《易象大旨》、《藝文類稿續稿》傳世。

## 家族
曾祖薛密。祖父薛琮，曾任義官。父薛章憲，人称浮休先生。母徐氏。永感下。兄布、卓、午、平。

## 外部連節
- 家住凤阳，落在邓阳 江阴薛氏第一代始祖尚仁公 （页面存档备份，存于）